# Senomaty
Senomaty (Duits: Senomat) is een Tsjechische gemeente in de regio Midden-Bohemen en maakt deel uit van het district Rakovník, ongeveer 5 km ten westen van de stad Rakovník.
Senomaty telt 1272 inwoners.

## Geografie
De volgende plaatsen behoren tot de gemeente:
- Senomaty
- Hostokryje
- Nouzov (gedeeltelijk)

## Etymologie
De naam betekent dorp van de Senomats, d.w.z. mensen die hooi opstapelen. Waarschijnlijk was het oorspronkelijk een spottende bijnaam, gegeven door inwoners van omliggende nederzettingen. Het Oud-Tsjechische werkwoord miesti (in de eerste persoon enkelvoud matu) betekende kneden, mengen, roeren, stapelen.

## Geschiedenis

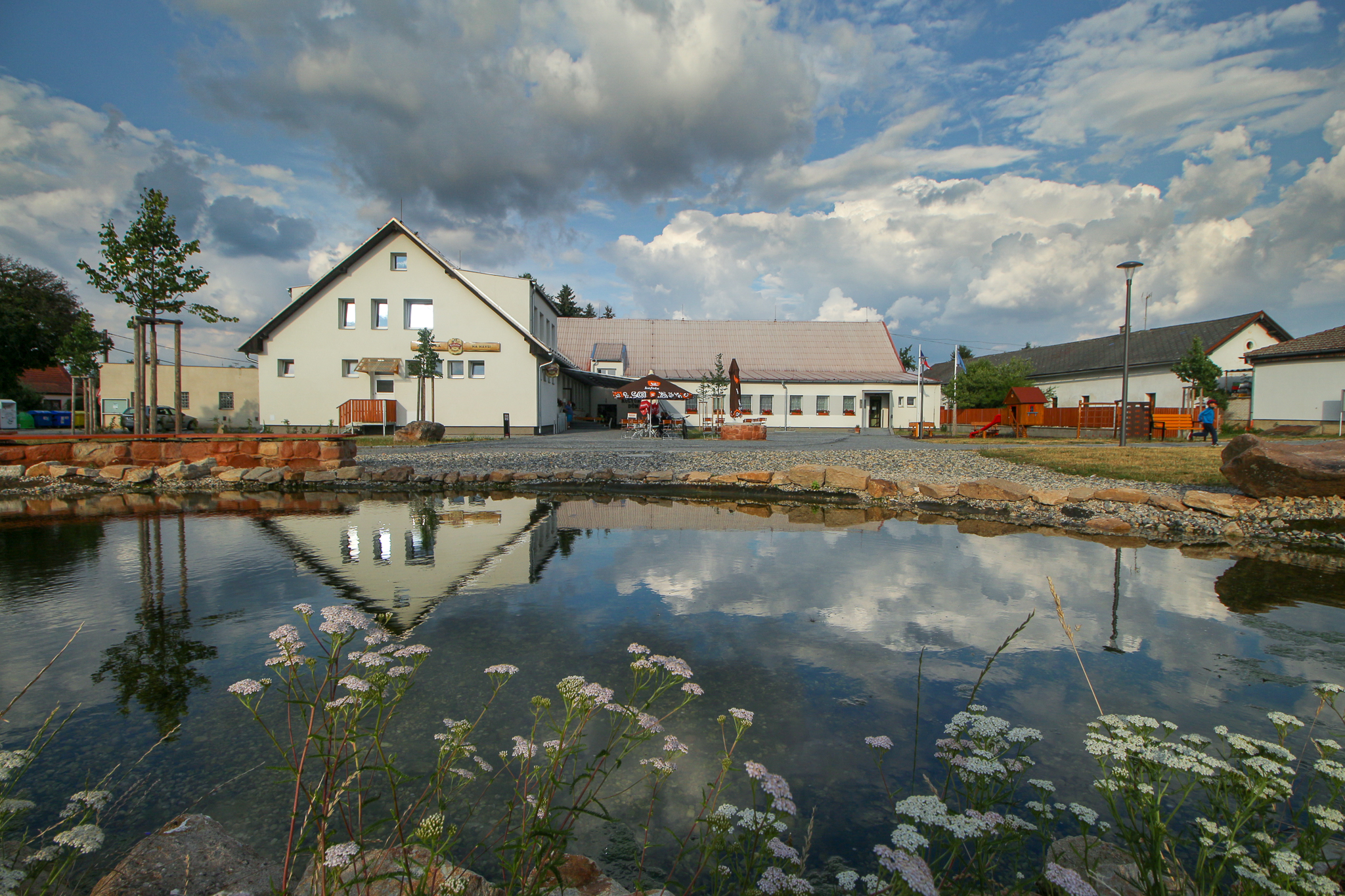
Gemeentehuis in het centrum

Senomaty werd voor het eerst vermeld in 1233 toen koning Wenceslaus I het dorp aan de Duitse Orde schonk ter compensatie van de schade die zij tijdens zijn militaire ingreep hadden geleden.
Op een zekere datum is het dorp een gemeente geworden. Later is de gemeente ontbonden. Op 10 oktober 2006 is het dorp opnieuw een gemeente geworden.

## Verkeer en vervoer

### Wegen
De weg II/228 Rakovník - Jesenice loopt door de stad.

### Spoorlijnen
Senomaty ligt aan spoorlijn 161 Rakovník - Bečov nad Teplou. De lijn is geopend in 1897 en is een enkelsporige regionale lijn.
Het dorp heeft slechts één station: station Senomaty. Doordeweeks stoppen er 14 treinen per dag; in het weekend 8.

### Buslijnen
Vanuit de stad rijden er buslijnen naar de volgende bestemmingen:
- Čistá
- Jesenice
- Kralovice
- Rakovník

## Bezienswaardigheden

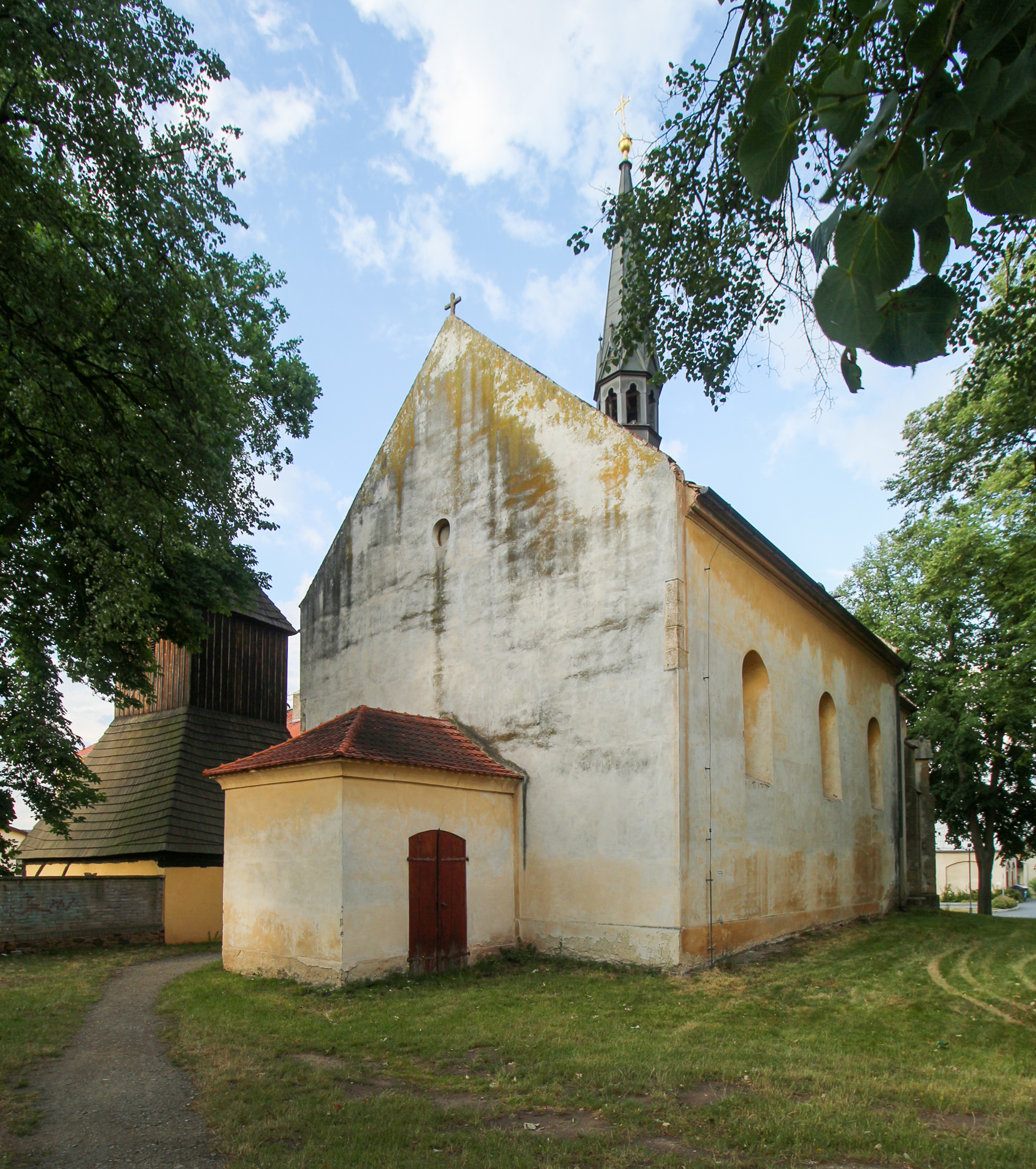
Sint-Laurenskerk

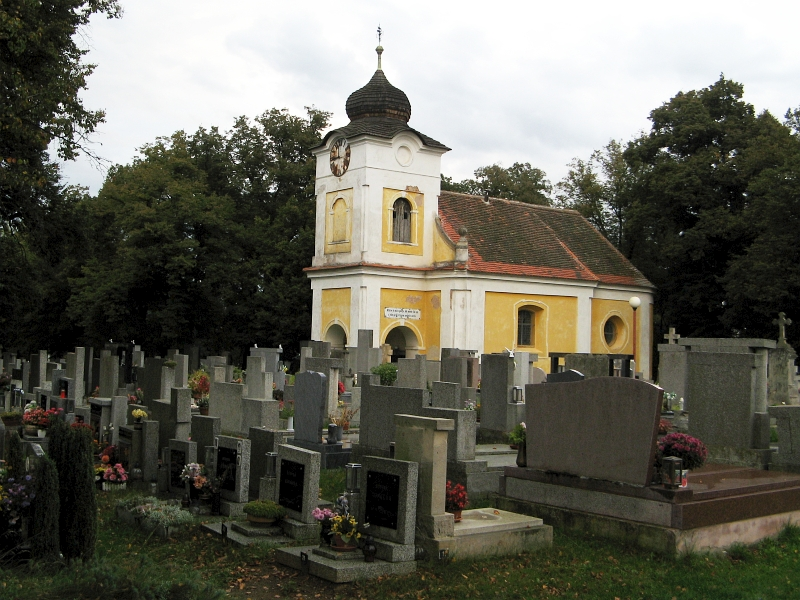
Sint-Stefanuskerk

### Sint-Stefanuskerk
De Sint-Stefanuskerk is gebouwd in 1562 in barokstijl op een heuvel ten zuiden van het dorp. Tijdens de Dertigjarige Oorlog werd de graftombe met de stoffelijke resten van Anna Hochhauser tweemaal geplunderd en vernield. Na de herbouw van de kerk werd de tombe geopend en de grafsteen verplaatst naar het voorportaal van de kerk.

### Sint-Laurenskerk
De Sint-Laurenskerk is gebouwd in de 14e eeuw in gotische stijl. Naast de kerk staat een houten klokkentoren met bakstenen voet uit de 17e eeuw.
Andere bezienswaardigheden in Senomaty:

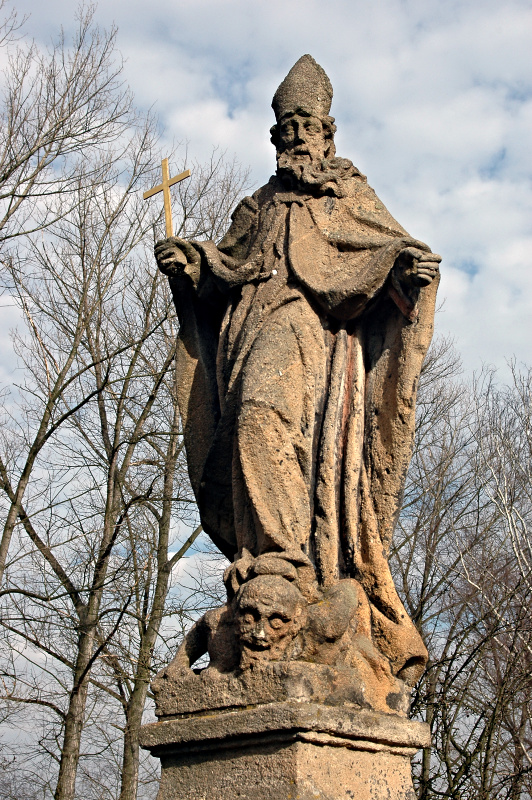
Standbeeld van Procopius van Sázava

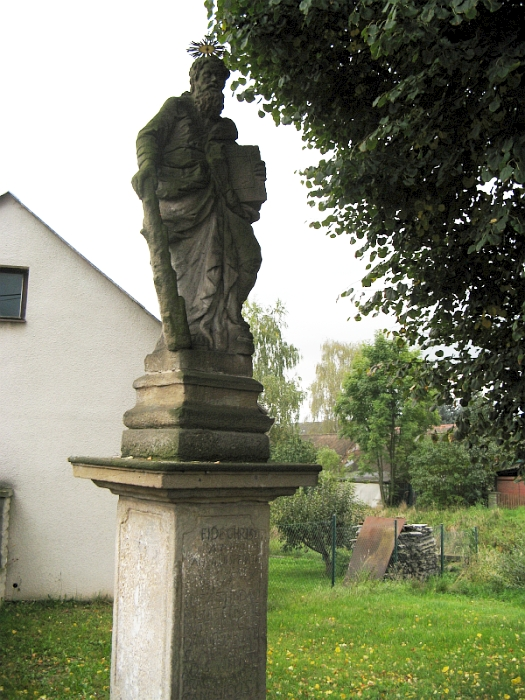
Standbeeld van Sint Judas Taddeüs

- Standbeeld van Sint Johannes van Nepomuk op het dorpsplein uit 2016 (het oorspronkelijke standbeeld werd in 1919 verwoest)
- Standbeeld van Sint Judas Taddeüs uit 1722, gebouwd in barokstijl
- Standbeeld van Procopius van Sázava
- Verzoeningskruis uit de 16e of 17e eeuw
- Davids molen, een watermolen aan de oostkant van het dorp - voor het eerst vermeld in 1571 als Votišovskýmolen, sinds 1813 eigendom van de molenaarsfamilie David
- Monument uit 1928 voor slachtoffers van de Eerste Wereldoorlog
- Sint-Johannes van Nepomukkapel in Nouzov
- Monument uit 1921 voor Johannes Hus op het dorpsplein in Nouzov
- Monument voor slachtoffers van de Eerste Wereldoorlog in Nouzov
- Hiëronymus van Praagkapel van de Tsjechoslowaakse Hussietenkerk in Hostokryje

## Galerij

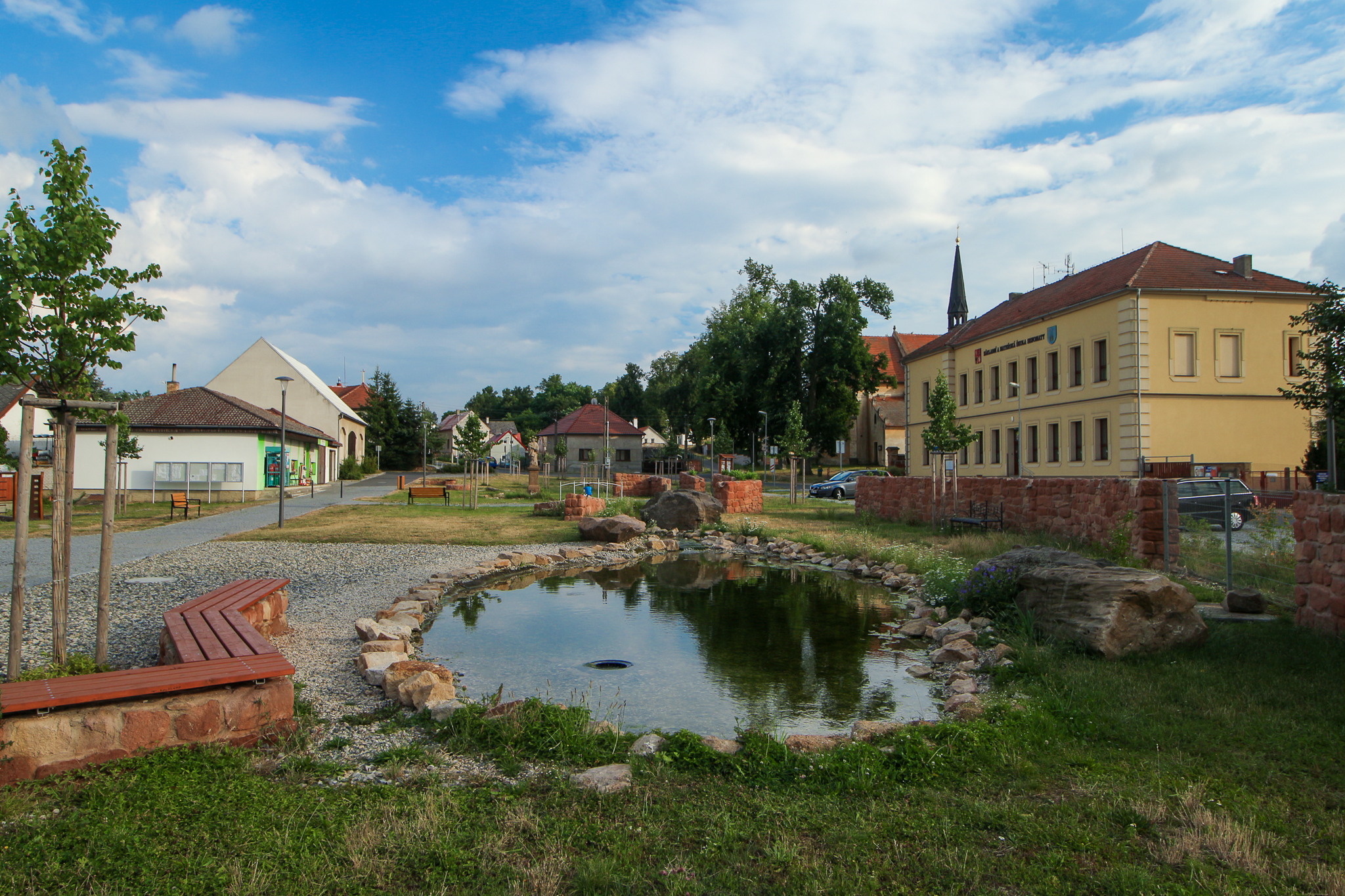
Straat in Senomaty
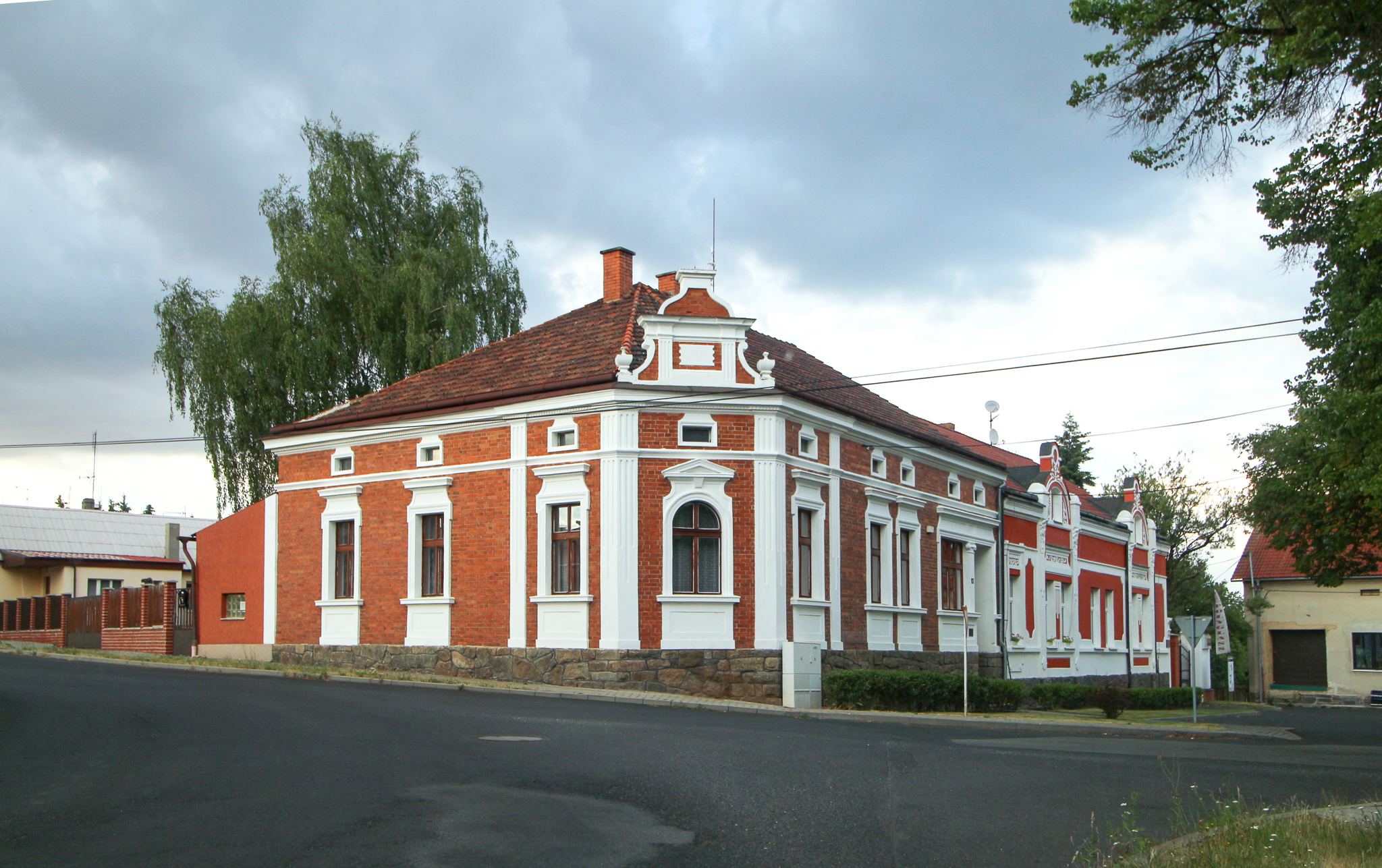
Huis in Senomaty
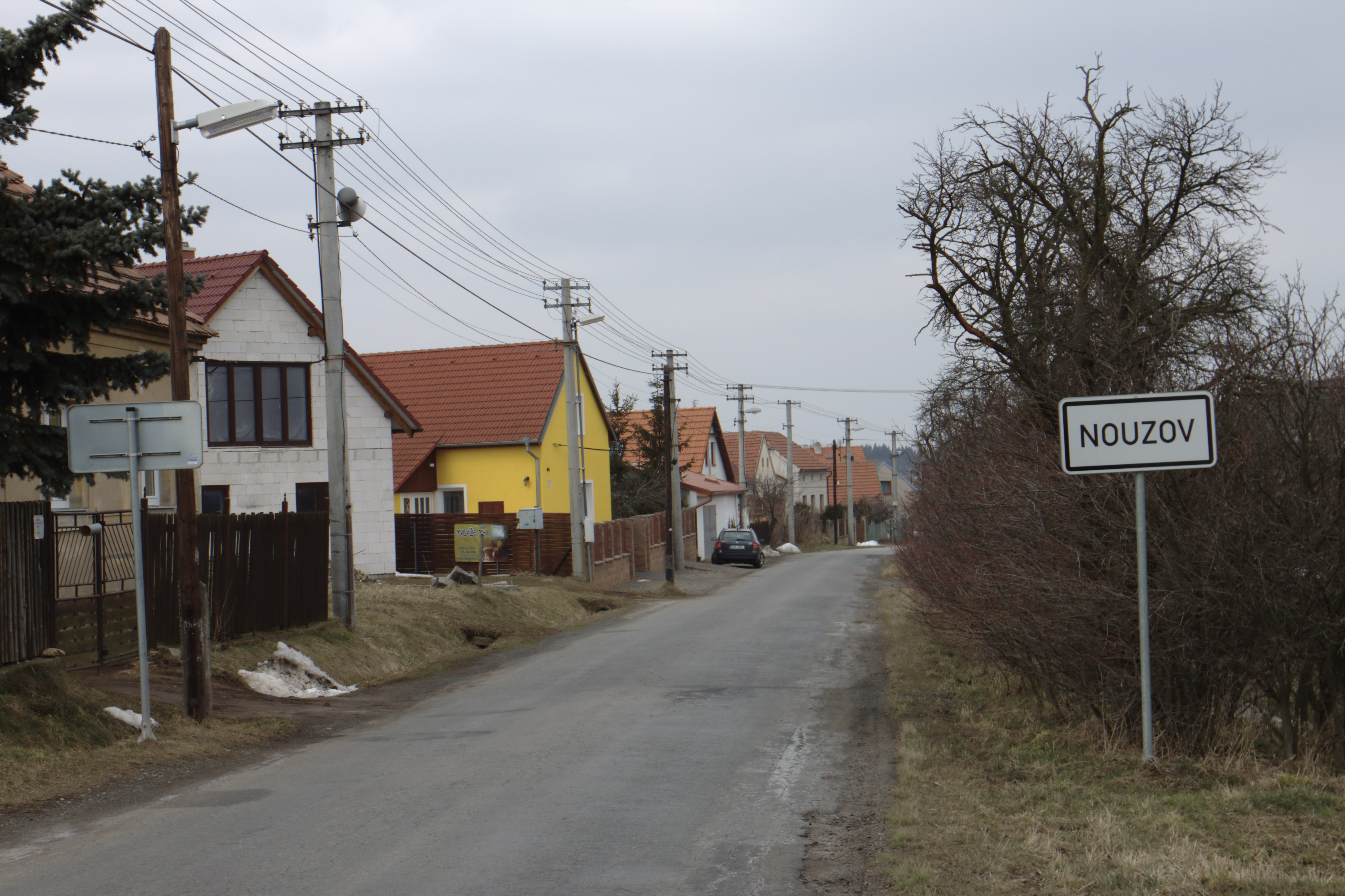
Hoofdweg in Nouzov
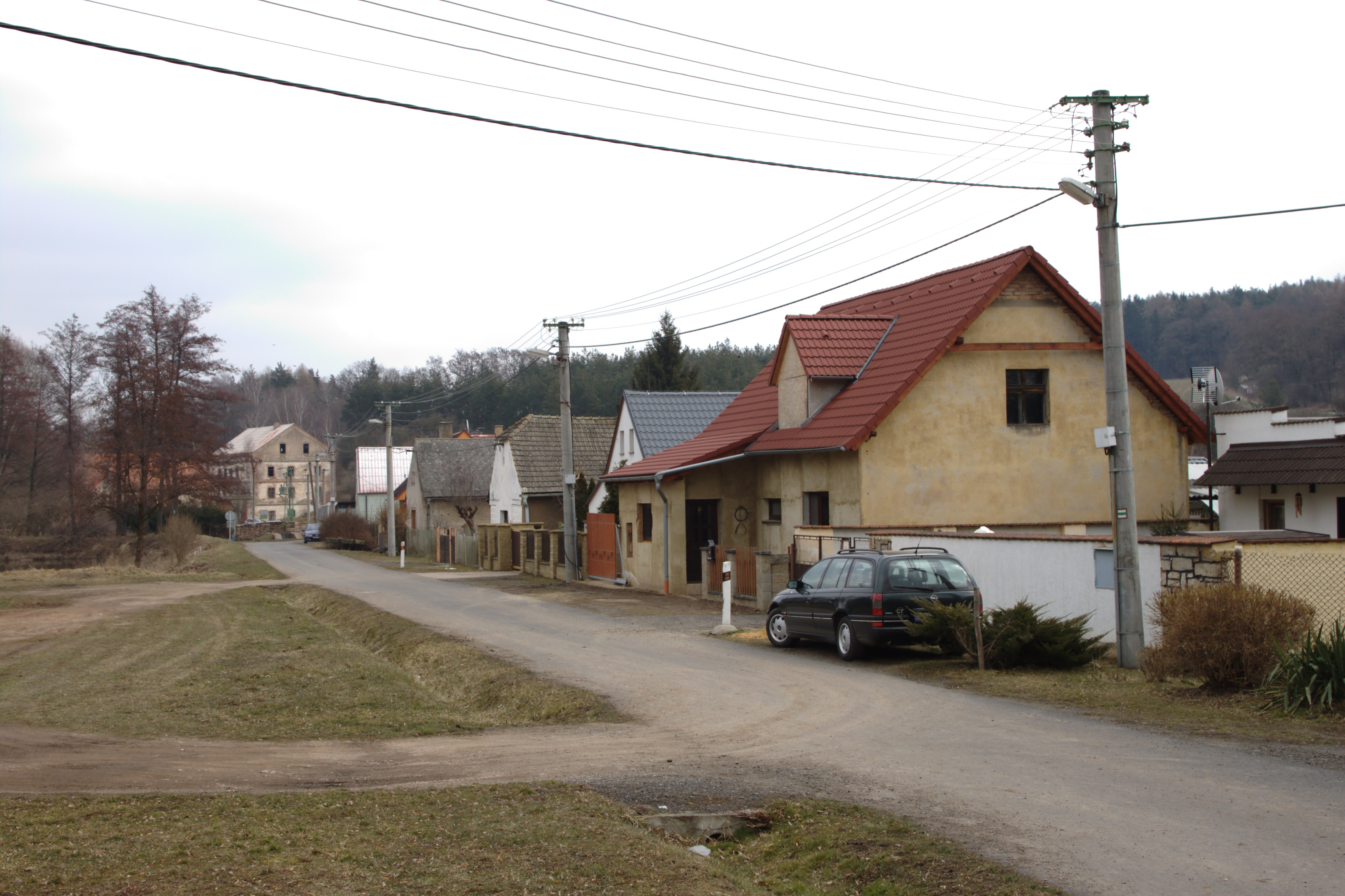
Straat in het oosten van Senomaty
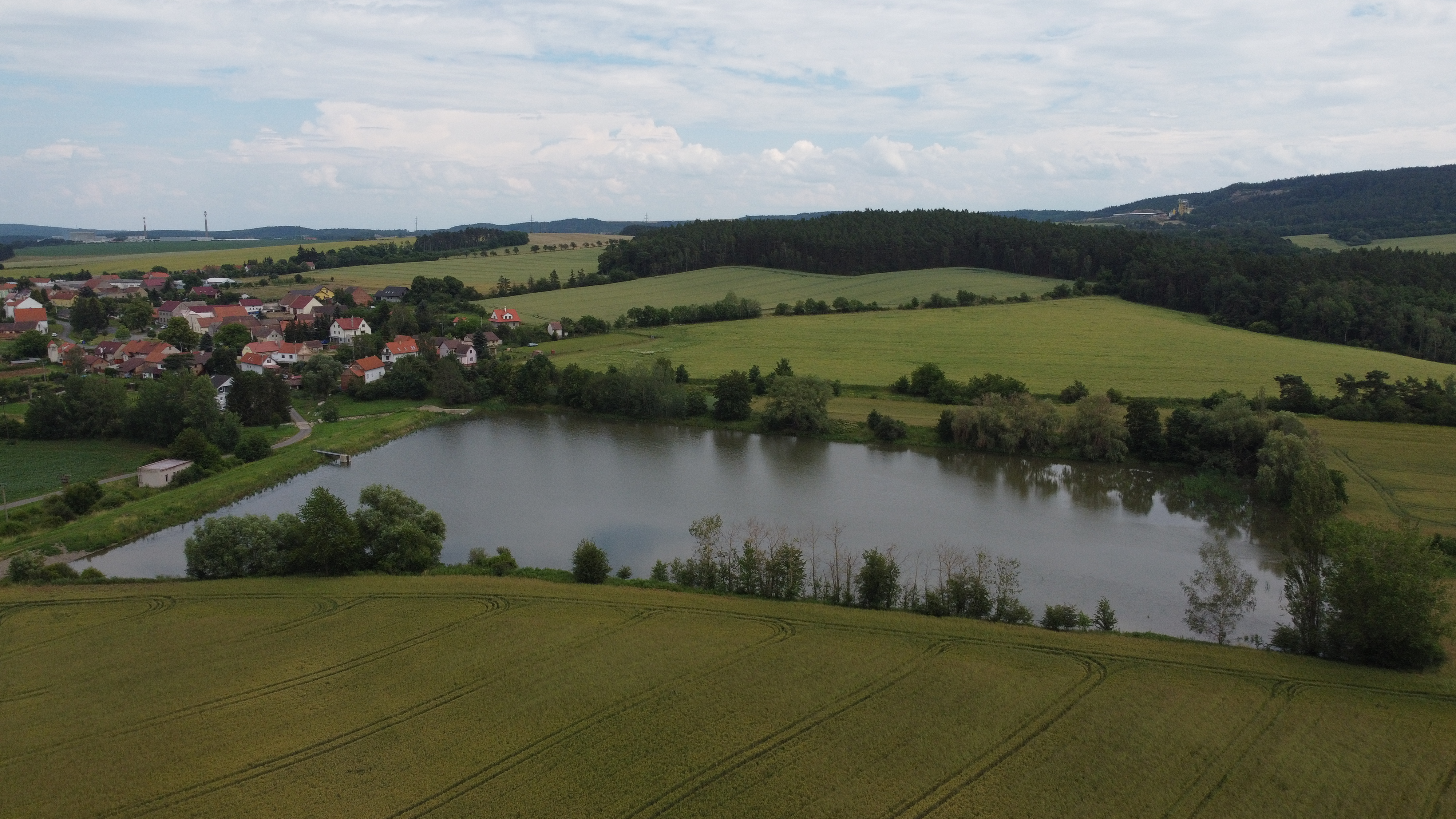
Vijver in Hostokryje, waarin de Petrovickýbeek uitmondt
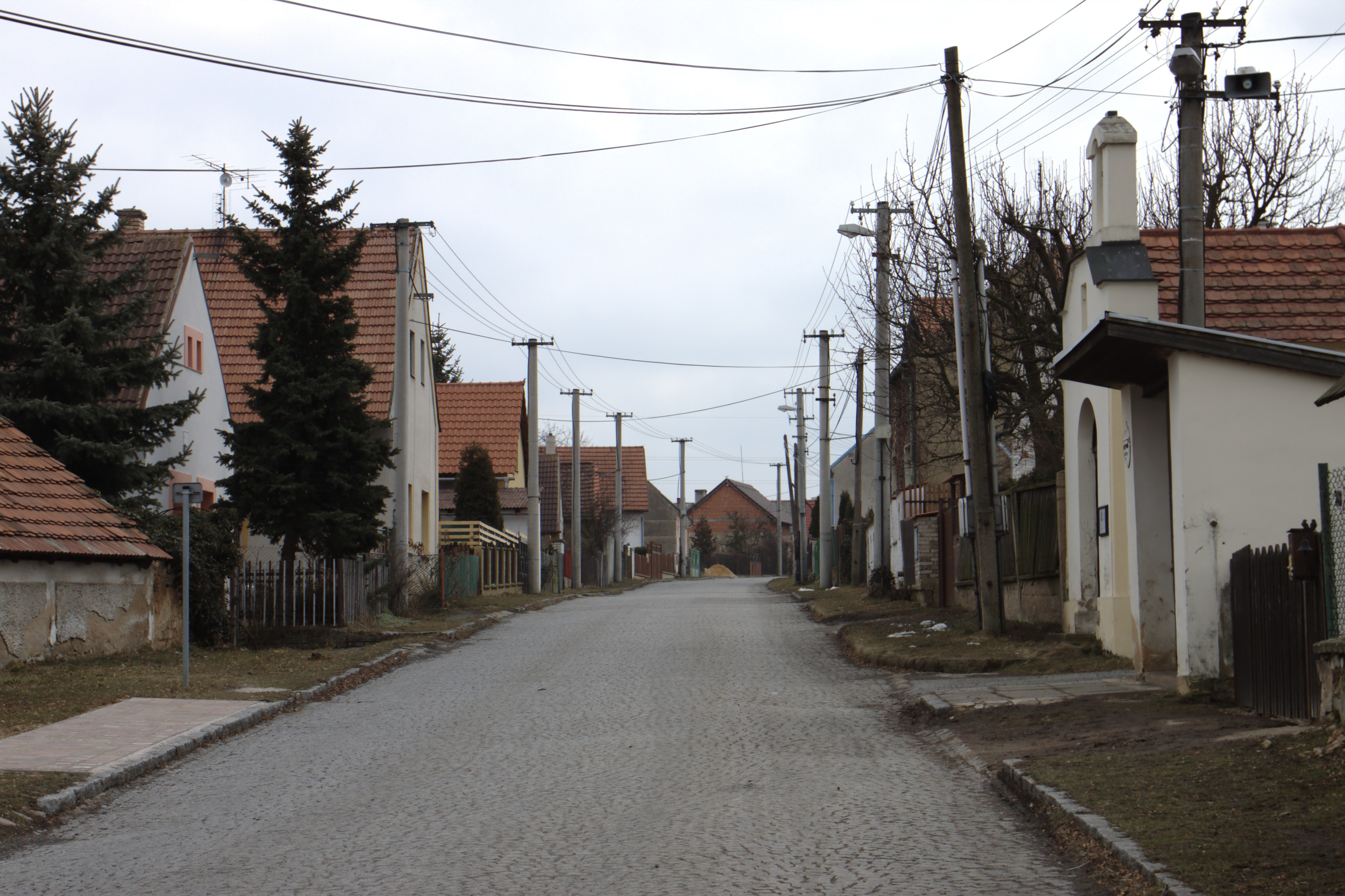
Straat in Nouzov